# Zirkow
Zirkow ist eine Gemeinde im Landkreis Vorpommern-Rügen auf der Insel Rügen in Mecklenburg-Vorpommern. Sie wird vom Amt Mönchgut-Granitz mit Sitz in der Gemeinde Baabe verwaltet.

## Geografie
Im Osten der Gemeinde liegt der Schmachter See. Zirkow liegt zwischen der Kleinstadt Putbus im Südwesten und dem Ostseebad Binz im Nordosten. Weitere Nachbargemeinden sind Lancken-Granitz im Südosten und die Stadt Bergen auf Rügen im Nordwesten. Teile des Gemeindegebiets von Zirkow liegen im Biosphärenreservat Südost-Rügen.

### Ortsteile
Zu Zirkow gehören die Ortsteile Alt Süllitz, Dalkvitz, Nistelitz, Pantow, Schmacht, Serams und Viervitz.

## Geschichte
Zirkow wurde 1495 erstmals urkundlich erwähnt. Der Name kommt aus dem slawischen Sirakov und bedeutet Ort des Sirak.
Die Gegend war bis 1326 Teil des Fürstentums Rügen und danach des Herzogtums Pommern.

Mit dem Westfälischen Frieden von 1648 geriet Rügen und somit auch der Ort Zirkow unter schwedische Herrschaft, nachdem der Ort vorher zum Herzogtum Pommern gehörte. 1815 kam die Gemeinde und Vorpommern zur preußischen Provinz Pommern.
Seit 1818 gehörte Zirkow zum Kreis bzw. Landkreis Rügen. Nur von 1952 bis 1955 war es dem Kreis Putbus zugehörig. Die Gemeinde gehörte danach bis 1990 zum Kreis Rügen im Bezirk Rostock und wurde im selben Jahr Teil des Landes Mecklenburg-Vorpommern. Der seit 1990 wieder so bezeichnete Landkreis Rügen ging 2011 im Landkreis Vorpommern-Rügen auf.
Nistelitz erste urkundliche Erwähnung erfolgte 1318. Eine slawische Siedlung aus dem 10. bis 13. Jahrhundert wurde 1993 entdeckt. Das Gut bzw. Teile des Gutes waren u. a. im Besitz der Familie von Putbus (bis 1326 und 1588–1694 sowie im 18. Jh. bis 1945), des Klosters Bergen sowie des Landes als Domanialbesitz (ab um 1532 und ab 1694 bis 18. Jh.) Das sanierte Gutshaus ist erhalten.

Siehe auch Nistelitz#Geschichte
Serams: Das sanierte Gutshaus stammt von um 1900.

## Politik

### Gemeindevertretung und Bürgermeister
Der Gemeinderat besteht (inkl. Bürgermeister) aus acht Mitgliedern. Die Wahl zum Gemeinderat am 9. Juni 2024 hatte folgendes Ergebnis (mit Vergleich zu 2019)::
| Partei / Liste      | Stimmenanteil | Sitze   | Ergebnis 2019    |
| Freie Wähler Zirkow | 89,28 %       | 7       | 77,84 %, 6 Sitze |
| CDU                 | 08,65 %       | 1       | 18,48 %, 2 Sitze |
| Wahlbeteiligung     | 61,50 %       | 61,50 % | 54,87 %          |

Bürgermeister der Gemeinde ist Jens Hoyer (Freie Wähler); er wurde 2019 mit 94,67 % der gültigen Stimmen gewählt. Bei der Kommunalwahl 2024 wurde er mit 86,57 % der gültigen Stimmen im Amt bestätigt.

### Dienstsiegel
Die Gemeinde verfügt über kein amtlich genehmigtes Hoheitszeichen, weder Wappen noch Flagge. Als Dienstsiegel wird das kleine Landessiegel mit dem Wappenbild des Landesteils Vorpommern geführt. Es zeigt einen aufgerichteten Greifen mit aufgeworfenem Schweif und der Umschrift „GEMEINDE ZIRKOW * LANDKREIS VORPOMMERN-RÜGEN“.

## Sehenswürdigkeiten und Kultur
- Zirkow
  - Gotische St.-Johannes-Kirche von 1417 aus Backstein auf Feldsteinsockel mit einem dreijochigen Langhaus, dem zweijochigen, kreuzrippengewölbten Chor und dem Westturm mit einem schlanken, achteckigen Turmhelm.
  - Historischer Ortskern mit denkmalgeschützten reetgedeckten Fachwerkhäusern
  - Museumshof mit Rügenhaus
  - Naturschutzgebiet Schmachter See und Fangerien
  - Hügel Rügener Jungfrau, der sogenannte Busenberg
  - 2012 wurde hier ein Karls Erlebnis-Dorf eröffnet.
  - Seit 2017 ist das Pferdetheater hier ansässig.
- Gutshaus Schmacht: Sanierter Fachwerkbau von um 1800
- Vom 17.–31. August 1978 wurde hier in Zirkow der Polizeiruf 110: Walzerbahn gedreht, vor allem in und um die ehemalige Bäckerei

## Verkehrsanbindung

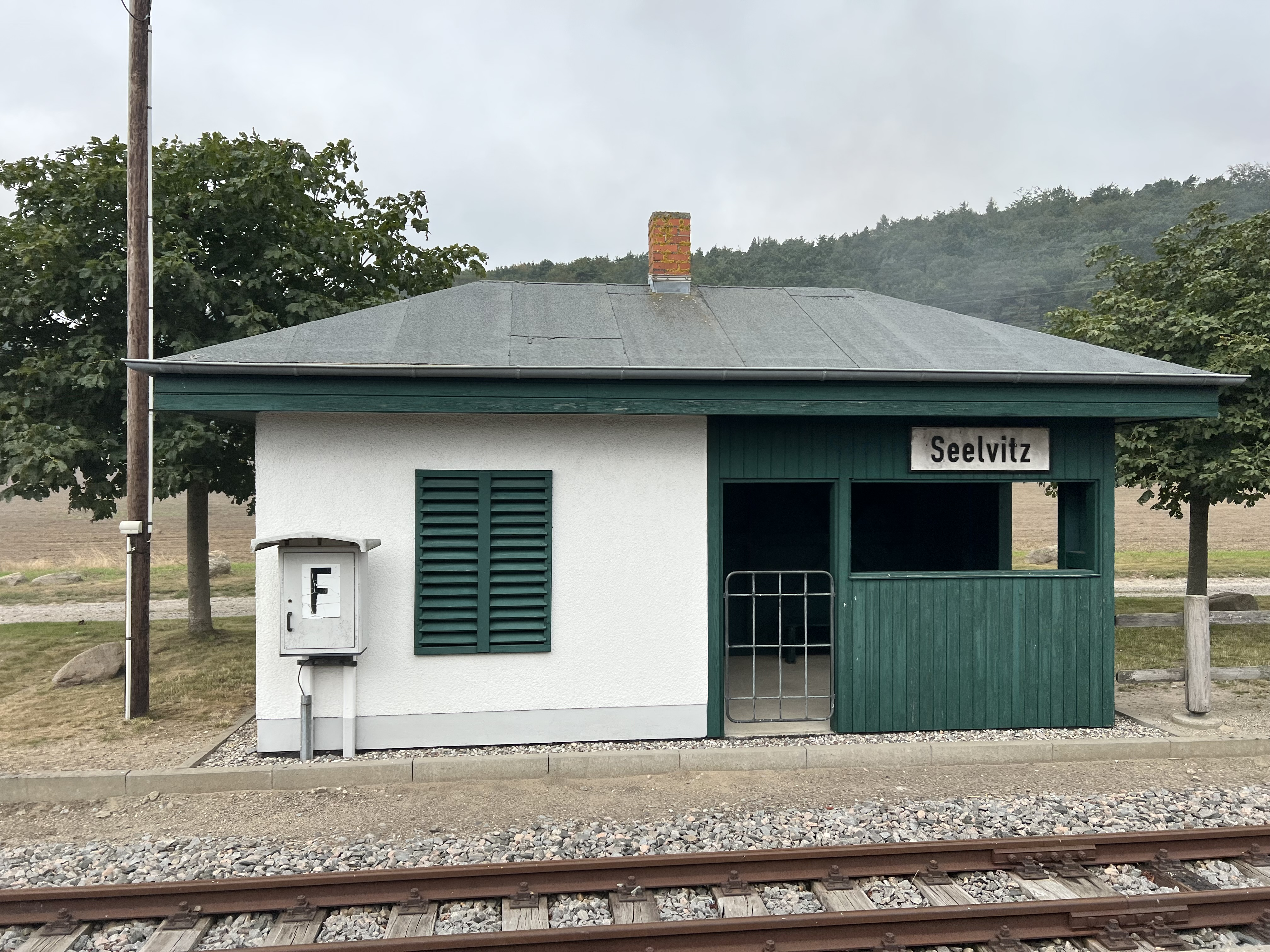
Haltepunkt Seelvitz

Die Bundesstraße 196 führt durch die Ortschaft. Busse der Verkehrsgesellschaft Vorpommern-Rügen (VVR) verbinden Zirkow mit Bergen, Binz und Göhren. Die Zirkower Ortsteile Nistelitz und Serams besitzen einen Haltepunkt an der Rügenschen Bäderbahn – „Rasender Roland“ genannt.

## Persönlichkeiten
- Karl Hermann Pahncke (* 1850 in Serams; † 1912), evangelischer Geistlicher und Autor